# Fredy Pérez
Fredy Alexander Pérez Chacón (ur. 9 grudnia 1994 w Nueva Concepción) – gwatemalski piłkarz występujący na pozycji bramkarza, od 2015 roku zawodnik Comunicaciones.